# Musquito

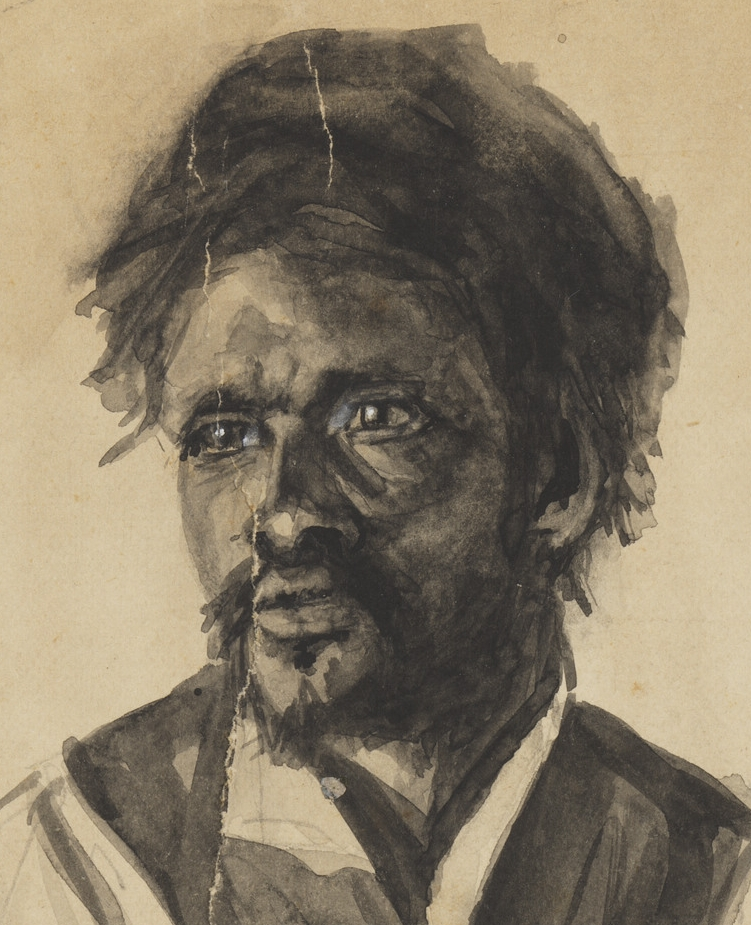
Musquito entsprechend eines Rückblicks aus 1860

Musquito (auch Mosquito, Musquetta, Bush Muschetta oder Muskito genannt, * 1780 in Sydney Cove im heutigen Sydney, Australien; † 25. Februar 1825 in Hobart, Tasmanien) war ein Aborigine der Eora, der sich gewaltsam der britischen Kolonisation widersetzte und auch als Aborigines Tracker verdingte. Sein Wirken wird von Historikern unterschiedlich beurteilt, wobei ihn die meisten als einen Widerstandskämpfer gegen die britische Kolonisation interpretieren, aber auch als Bushranger.

## Name
Der Name Musquito wurde ihm von der Sydney Gazette verliehen, als sie ihn Bush Muschetta nannte. Muschetta war eine alte Aussprache für Mosquito. Vor Musqito wurde Bush gesetzt, um ihn von einem anderen Aborigine, namens Musquito, zu unterscheiden, der damals im Gebiet von Sydney lebte und 1806 getötet wurde.

## Leben
Über das frühe Leben von Musquito ist wenig bekannt, sein Geburtsdatum basiert auf einer Schätzung. Er war groß und kräftig, wird als intelligent bezeichnet und sprach sehr gutes Englisch. Nach einem Bericht soll er im Umgang mit Äxten sehr versiert gewesen sein.
1805 war Musquito an Überfällen auf europäische Siedler im Gebiet des Hawkesbury und Georges River beteiligt. Die Aborigines wehrten sich gegen die Landnahme durch die britischen Siedler, die ihre Lebensgrundlagen bedrohten. Nachdem er gefangen genommen worden war, wurde er wegen Mordes an einer Aborigines-Frau nach Norfolk Island deportiert, wo er acht Jahre verbrachte. Im Januar 1813 kam er mit einem Schiff nach Dalrymple (heute Launceston), Van-Diemens-Land (heute Tasmanien), weil die Besiedlung von Norfolk Island und die Strafkolonie aufgegeben wurde.
Zunächst arbeitete er mit der dortigen Obrigkeit als Fährtensucher zusammen, um Bushranger zu fangen. Ihm wurde angeboten, dass er nach Sydney zurückkehren könnte. Dies lehnte er ab. Später schloss sich Musquito dem Aborignesclan Tam Mob an, der an der Great Oyster Bay lebte. Mit diesem Clan raubte er in Jahren von November 1823 bis 1824 Schafe und Rinder. Er soll des Weiteren gemeinsam mit Black Jack Siedler an der Ostküste Tasmaniens überfallen haben und an Tötungen von Weißen beteiligt gewesen sein, die Frauen ihres Clans entführt hatten. Durch seine Erfahrungen in Sydney beherrschte er kriegerische Angriffstechniken und ging als Führer des Clans taktisch bei Angriffen vor.
Im August 1824 wurde er nach einer Verwundung gefangen genommen und im Dezember vom Supreme Court in Hobart, wie auch der ebenfalls gefangene Black Jack, zum Tod durch Hängen verurteilt. Das Urteil wurde am 25. Februar 1825 in Hobart vollstreckt. Für das Urteil gab es nach Christine Wise keinerlei Beweise, es war eine Farce. Während Musquito fließend Englisch sprach, konnte Black Jack wegen zu geringen Sprachkenntnisse der Anklage nicht folgen. Einen Dolmetscher gab es nicht und indigene Zeugen wurden im Prozess nicht anerkannt, weil sie als Nicht-Christen kein Zeugnis ablegen konnten. Ferner wurde kein Verteidiger gestellt.
Nach Perry wies Musquito vor seiner Hinrichtung darauf hin, dass die Briten kein Recht haben, indigene Aborigines für ihre Taten zu töten, und dass dies zu einer weiteren Eskalation führen würde. In der Zeit der Kolonisation Tasmaniens, in der tausende Tasmanier getötet wurden, gab es keinerlei Strafverfolgung durch die britische Justiz für diesen Völkermord. Nach der Erhängung von Aborigines in 1825 und 1826 stieg die Gewalt zwischen Aborigines und Weißen weiter an. George Augustus Robinson, der 1830 von der Britischen Kolonialregierung zum Chief Protector of Aborigines Tasmaniens ernannt wurde, kritisierte die damals praktizierte Deportationspolitik am Beispiel von Musquito: „Musketee [gemeint ist Musquito] murdered several in Sydney and was sent here to be out of the way. What a policy.“ (Deutsch: „Musquito ermordete einige in Sydney und wurde hierher transportiert, um ihn dort aus dem Weg zu räumen. Was für eine Politik.“)

## Rezeption
Die Bedeutung von Musquito wird von Historikern unterschiedlich interpretiert, wobei ihn die meisten als einen Widerstandskämpfer gegen die britische Kolonisation einordnen, aber auch als Bushranger. Für Naomi Perry ist er beispielsweise neben drei weiteren hingerichteten Aborigines in den Jahren 1825 und 1826 bedeutsam für das Entstehen des Black War auf Tasmanien, in dessen Folge die Tasmanier ausgerottet wurden. Keith Windschuttle vertritt eine abweichende Position, die durchaus umstritten ist. Er interpretiert ihn als einen simplen Gesetzlosen, weil er außerhalb seines Stammes eigene Interessen verfolgte.

## Künstlerische Darstellung
Zwei Gemälde von Lin Onus befinden sich im Besitz der Aboriginal Advancement League von Victoria. Es handelt sich allerdings nicht um historische Darstellungen, sondern um Gemälde eines heute lebenden Künstlers der Aborigines. Der Künstler vergleicht Musquito mit den bedeutenden Indianerhäuptlingen Sitting Bull und Geronimo.